# Борџ Бу Арериџ (покрајина)
Борџ Бу Арериџ (арап. ولاية برج بوعريريج), једна је од 48 покрајина у Народној Демократској Републици Алжир. Покрајина се налази у северном делу земље у планинском појасу венца Атласа.
Покрајина Борџ Бу Арериџ покрива укупну површину од 4.115 km² и има 661.115 становника (подаци из 2008. године). Највећи град и административни центар покрајине је град Борџ Бу Арериџ.